# 埃伯恩多夫
埃伯恩多夫是奧地利的城鎮，位於該國東南部，由克恩頓州負責管轄，面積67.61平方公里，海拔高度516米，2012年人口5,919，其中九成居民信奉羅馬天主教。